# Editae saepe
Editae saepe je 13. enciklika pape Pija X. Objavljena je 26. svibnja 1910. Glavna tema enciklike je o sv. Karlu Boromejskom te o protureformaciji. U enciklici papa je reformatore opisao kao ohole i buntovne ljude i neprijatelje Kristova križa. Enciklika je napisana u sjećanje na 300. obljetnicu kanonizacije Karla Boromejskog. On je prikazan kao neumorni prvak i savjetnik za istinske reforme. U tom djelu papa opisuje razliku između pravih i lažnih reformatora. 

## Poveznice
- Pio X.
- Enciklike Pija X.

## Vanjske poveznice
- Tekst enciklike na engleskom